# 다인엔터테인먼트
다인엔터테인먼트는 대한민국의 연예 기획사이다.

## 현재 소속 연예인
- 이종혁
- 박정학
- 전동석
- 안우연
- 박경혜
- 정희태
- 소희정
- 이승연
- 구성환
- 이현균
- 문보령
- 연제형
- 유정우
- 미람
- 정다원
- 정다은
- 강승완
- 박정욱

## 과거 소속 연예인
- 유선
- 정준원
- 하수민
- 윤현민
- 이원종